# Clemens Fritz
Clemens Fritz, nemški nogometaš, * 7. julij 1980, Erfurt, Vzhodna Nemčija.
Fritz je bil dolgoletni branilec nemškega kluba Werder Bremen.